# 獅子ケ谷
獅子ケ谷（ししがや）は、神奈川県横浜市鶴見区の地名。現行行政地名は獅子ケ谷一丁目から獅子ケ谷三丁目。住居表示実施済区域。1994年（平成6年）9月26日に廃止された獅子ケ谷町（ししがやちょう）についてもこの項で述べる。

## 地理
鶴見区の北西部に位置し、北東に駒岡、東と南に北寺尾、南西に上の宮、西に港北区師岡町に接している。

### 面積
面積は以下の通りである。
| 丁目           | 面積（km²） |
| -------------- | ----------- |
| 獅子ケ谷一丁目 | 0.389       |
| 獅子ケ谷二丁目 | 0.308       |
| 獅子ケ谷三丁目 | 0.332       |
| 計             | 1.029       |

### 地価
住宅地の地価は、2024年（令和6年）1月1日の公示地価によれば、獅子ケ谷1-57-15の地点で19万9000円/m²となっている。

## 歴史

### 沿革
かつて横浜市に編入前のこの場所は、橘樹郡旭村大字獅子ケ谷であった。
獅子ケ谷町
- 1927年（昭和2年）4月1日 - 横浜市に編入。横浜市獅子ケ谷町となる[8]。
- 1927年（昭和2年）10月1日 - 横浜市の区制施行により、鶴見区を新設。横浜市鶴見区獅子ケ谷町となる[9]。
- 1964年（昭和39年）2月14日 - 土地改良事業に伴い、駒岡町との境界を変更する[10]。
- 1974年（昭和49年）8月19日 - 北寺尾・馬場地区の住居表示の実施に伴い、北寺尾町の一部を獅子ケ谷町に編入。獅子ケ谷町の一部を北寺尾四丁目、北寺尾五丁目へ編入[11]。
- 1978年（昭和53年）3月8日 - 土地改良事業に伴い、港北区師岡町の一部を獅子ケ谷町に編入[12]。
- 1993年（平成5年）10月18日 - 駒岡・獅子ケ谷第一次地区の住居表示の実施に伴い、獅子ケ谷町の一部を駒岡一丁目、獅子ケ谷一丁目、獅子ケ谷二丁目、獅子ケ谷三丁目、港北区師岡町へ編入[13][14]。
- 1994年（平成6年）9月26日 - 駒岡・獅子ケ谷第二次地区の住居表示の実施に伴い、獅子ケ谷町の残部を駒岡二丁目へ編入。同時に獅子ケ谷町は廃止となる[13][15]。

獅子ケ谷
- 1993年（平成5年）10月18日 - 駒岡・獅子ケ谷第一次地区の住居表示の実施に伴い、駒岡町、獅子ケ谷町、北寺尾七丁目の各一部を分離し、獅子ケ谷一丁目から三丁目を新設[13]。

### 町名の変遷
| 実施後         | 実施年月日                | 実施前（各町名ともその一部）               |
| -------------- | ------------------------- | ------------------------------------------ |
| 獅子ケ谷一丁目 | 1993年（平成5年）10月18日 | 駒岡町、獅子ケ谷町（各一部）               |
| 獅子ケ谷二丁目 | 1993年（平成5年）10月18日 | 北寺尾七丁目、駒岡町、獅子ケ谷町（各一部） |
| 獅子ケ谷三丁目 | 1993年（平成5年）10月18日 | 獅子ケ谷町（一部）                         |

## 世帯数と人口
2025年（令和7年）6月30日現在（横浜市発表）の世帯数と人口は以下の通りである。
| 丁目           | 世帯数    | 人口    |
| -------------- | --------- | ------- |
| 獅子ケ谷一丁目 | 1,919世帯 | 4,381人 |
| 獅子ケ谷二丁目 | 982世帯   | 1,938人 |
| 獅子ケ谷三丁目 | 304世帯   | 611人   |
| 計             | 3,205世帯 | 6,930人 |

### 人口の変遷
国勢調査による人口の推移。
| 年                 | 人口  |
| ------------------ | ----- |
| 1995年（平成7年）  | 6,358 |
| 2000年（平成12年） | 6,673 |
| 2005年（平成17年） | 7,165 |
| 2010年（平成22年） | 7,008 |
| 2015年（平成27年） | 6,940 |
| 2020年（令和2年）  | 7,225 |

### 世帯数の変遷
国勢調査による世帯数の推移。
| 年                 | 世帯数 |
| ------------------ | ------ |
| 1995年（平成7年）  | 2,232  |
| 2000年（平成12年） | 2,440  |
| 2005年（平成17年） | 2,604  |
| 2010年（平成22年） | 2,708  |
| 2015年（平成27年） | 2,746  |
| 2020年（令和2年）  | 3,013  |

## 学区
市立小・中学校に通う場合、学区は以下の通りとなる（2024年11月時点）。
| 丁目           | 番・番地等                         | 小学校                 | 中学校               |
| -------------- | ---------------------------------- | ---------------------- | -------------------- |
| 獅子ケ谷一丁目 | 1〜4番 40番1〜6号 40番12号〜最終号 | 横浜市立旭小学校       | 横浜市立寺尾中学校   |
| 獅子ケ谷一丁目 | 27〜32番 39番 40番7〜11号 41〜63番 | 横浜市立獅子ケ谷小学校 | 横浜市立寺尾中学校   |
| 獅子ケ谷一丁目 | 5〜26番 33〜38番                   | 横浜市立獅子ケ谷小学校 | 横浜市立上の宮中学校 |
| 獅子ケ谷二丁目 | 全域                               | 横浜市立獅子ケ谷小学校 | 横浜市立上の宮中学校 |
| 獅子ケ谷三丁目 | 全域                               | 横浜市立獅子ケ谷小学校 | 横浜市立上の宮中学校 |

## 事業所
2021年（令和3年）現在の経済センサス調査による事業所数と従業員数は以下の通りである。
| 丁目           | 事業所数  | 従業員数 |
| -------------- | --------- | -------- |
| 獅子ケ谷一丁目 | 72事業所  | 593人    |
| 獅子ケ谷二丁目 | 97事業所  | 809人    |
| 獅子ケ谷三丁目 | 30事業所  | 338人    |
| 計             | 199事業所 | 1,740人  |

### 事業者数の変遷
経済センサスによる事業所数の推移。
| 年                 | 事業者数 |
| ------------------ | -------- |
| 2016年（平成28年） | 183      |
| 2021年（令和3年）  | 199      |

### 従業員数の変遷
経済センサスによる従業員数の推移。
| 年                 | 従業員数 |
| ------------------ | -------- |
| 2016年（平成28年） | 1,705    |
| 2021年（令和3年）  | 1,740    |

## 施設・旧跡
- 橘学苑中学校・高等学校
- 横浜市立獅子ケ谷小学校
- 横溝屋敷
- 獅子ヶ谷城
- 二ツ池公園

## その他

### 日本郵便
- 郵便番号 : 230-0073[3]（集配局：鶴見郵便局[25]）

### 警察
町内の警察の管轄区域は以下の通りである。
| 丁目           | 番・番地等 | 警察署     | 交番・駐在所 |
| -------------- | ---------- | ---------- | ------------ |
| 獅子ケ谷一丁目 | 全域       | 鶴見警察署 | 別所交番     |
| 獅子ケ谷二丁目 | 全域       | 鶴見警察署 | 駒岡交番     |
| 獅子ケ谷三丁目 | 全域       | 鶴見警察署 | 駒岡交番     |

## 関連文献
- 「獅子ヶ谷村」『新編武蔵風土記稿』 巻ノ67橘樹郡ノ10、内務省地理局、1884年6月。NDLJP:763984/75。